# Ken Salazar
Kenneth Lee Salazar (* 2. březen 1955, Alamosa) je americký politik za Demokratickou stranu, který v letech 2009–2013 zastával post ministra vnitra ve vládě Baracka Obamy.
Předtím v letech 2005–2009 působil jako senátor Senátu USA za stát Colorado. Před svým zvolením do Senátu zastával v letech 1999 až 2005 funkci generálního prokurátora státu Colorado.